# Betty White's Off Their Rockers
Betty White's Off Their Rockers é uma série de comédia americana, transmitida pela NBC em suas duas primeiras temporadas, e pela Lifetime em sua terceira temporada. Apresentado por Betty White, o programa é baseado no mesmo formato da série belga Benidorm Bastards. No Brasil, foi exibida pelo Multishow com o título Só Rindo com Betty White.

## Formato
Apresentado por Betty White, o programa é  baseado no mesmo formato de Benidorm Bastards, com câmeras escondidas. Os destemidos idosos aprontam várias pegadinhas e  brincadeiras com os pessoas que passam (principalmente com a galera mais jovem), como outros programas do mesmo gênero como Candid Camera, Trigger Happy TV e Punk'd. 